# Miss Universo Gran Bretaña
Miss Universo Gran Bretaña (en inglés: Miss Universe Great Britain) es un concurso de belleza nacional en Gran Bretaña. Se encarga de seleccionar a la representante del país para el concurso Miss Universo.
La actual Miss Universo Gran Bretaña es Danielle Latimer de Gales, quien representará a dicho país en Miss Universo 2025.

## Ganadoras
La siguiente es una lista de ganadoras de Miss Universo Gran Bretaña. Desde 1952 hasta la actualidad.
| Año  | Miss Universo Gran Bretaña | País       | Representación |
| ---- | -------------------------- | ---------- | -------------- |
| 2025 | Danielle Latimer           | Gales      | Barry          |
| 2024 | Christina Chalk            | Escocia    | Dunblane       |
| 2023 | Jessica Page               | Inglaterra | Liverpool      |
| 2022 | Noky Simbani               | Inglaterra | Derby          |
| 2021 | Emma Collingridge          | Inglaterra | Suffolk        |
| 2020 | Jeanette Akua              | Inglaterra | Londres        |
| 2019 | Emma Jenkins               | Gales      | Llanelli       |
| 2018 | Dee-Ann Kentish-Rogers     | Inglaterra | Birmingham     |
| 2017 | Anna Burdzy                | Inglaterra | Leicester      |
| 2016 | Jaime-Lee Faulkner         | Inglaterra | Sheffield      |
| 2015 | Narissara France           | Inglaterra | Londres        |
| 2014 | Grace Levy                 | Inglaterra | Londres        |
| 2013 | Amy Willerton              | Inglaterra | Londres        |
| 2012 | Holly Hale                 | Gales      | Llanelli       |
| 2011 | Chloe-Beth Morgan          | Gales      | Torfaen        |
| 2010 | Tara Hoyos-Martínez        | Inglaterra | Londres        |
| 2009 | Clair Cooper               | Inglaterra | Londres        |
| 2008 | Lisa Lazarus               | Gales      | Llanelli       |
| 2006 | Julie Doherty              | Inglaterra | Mánchester     |
| 2005 | Brooke Johnston            | Inglaterra | Londres        |
| 2000 | Louise Lakin               | Inglaterra | Mánchester     |
| 1999 | Cherie Pisani              | Inglaterra | Essex          |
| 1998 | Leilani Anne Dowding       | Inglaterra | Bournemouth    |
| 1996 | Anita Saint Rose           | Inglaterra | Londres        |
| 1995 | Sarah Jane Southwick       | Inglaterra | Londres        |
| 1994 | Michaela Pyke              | Gales      | Gales          |
| 1993 | Kathryn Middleton          | Inglaterra | Inglaterra     |
| 1992 | Tiffany Stanford           | Inglaterra | Inglaterra     |
| 1991 | Helen Upton                | Inglaterra | Inglaterra     |
| 1952 | Aileen Chase               | Inglaterra | Londres        |

1. ↑  Originariamente proviene del territorio británico de ultramar de Anguila; sin embargo, Rogers representó a Birmingham en el certamen ya que tenía residencia en Birmingham. Esto se debe a la regla del concurso que establece que todos los participantes deben tener prueba de residencia en Inglaterra, Escocia o Gales.

## Representación internacional
: Declarada como ganadora
     : Terminó como finalista
     : Terminó como una de las semifinalistas o cuartofinalistas
     : Terminó como ganadora de premios especiales
| Año                                                                                        | País        | Ciudad         | Miss Universo Gran Bretaña  | Posición en Miss Universo | Premios especiales                       |
| ------------------------------------------------------------------------------------------ | ----------- | -------------- | --------------------------- | ------------------------- | ---------------------------------------- |
| 2024                                                                                       | Escocia     | Dunblane       | Christina Chalk             | No clasificó              |                                          |
| 2023                                                                                       | Inglaterra  | Liverpool      | Jessica Page                | No clasificó              |                                          |
| 2022                                                                                       | Inglaterra  | Derby          | Noky Simbani                | No clasificó              |                                          |
| 2021                                                                                       | Inglaterra  | Suffolk        | Emma Collingridge           | Top 16                    |                                          |
| 2020                                                                                       | Inglaterra  | Londres        | Jeanette Akua               | Top 21                    |                                          |
| 2019                                                                                       | Gales       | Llanelli       | Emma Jenkins                | No clasificó              |                                          |
| 2018                                                                                       | Inglaterra  | Birmingham     | Dee-Ann Kentish-Rogers      | Top 20                    |                                          |
| 2017                                                                                       | Inglaterra  | Leicester      | Anna Burdzy                 | Top 16                    |                                          |
| 2016                                                                                       | Inglaterra  | Sheffield      | Jaime-Lee Faulkner          | No clasificó              |                                          |
| 2015                                                                                       | Inglaterra  | Londres        | Narissara France            | No clasificó              |                                          |
| 2014                                                                                       | Inglaterra  | Londres        | Grace Levy                  | No clasificó              |                                          |
| 2013                                                                                       | Inglaterra  | Londres        | Amy Willerton               | Top 10                    |                                          |
| 2012                                                                                       | Gales       | Llanelli       | Holly Hale                  | No clasificó              |                                          |
| 2011                                                                                       | Gales       | Torfaen        | Chloe-Beth Morgan           | No clasificó              |                                          |
| 2010                                                                                       | Inglaterra  | Londres        | Tara Hoyos-Martínez         | No clasificó              |                                          |
| 2009                                                                                       | Inglaterra  | Londres        | Clair Cooper                | No clasificó              |                                          |
| Miss Universe UK                                                                           |             |                |                             |                           |                                          |
| 2008                                                                                       | Gales       | Llanelli       | Lisa Lazarus                | No clasificó              |                                          |
| Miss Universe United Kingdom                                                               |             |                |                             |                           |                                          |
| 2007                                                                                       | No compitió | No compitió    | No compitió                 | No compitió               | No compitió                              |
| 2006                                                                                       | Inglaterra  | Londres        | Julie Doherty               | No clasificó              |                                          |
| 2005                                                                                       | Inglaterra  | Londres        | Brooke Johnston             | No clasificó              |                                          |
| Miss Great Britain Universe                                                                |             |                |                             |                           |                                          |
| 2000                                                                                       | Inglaterra  | Mánchester     | Louise Lakin                | No clasificó              |                                          |
| Miss Great Britain                                                                         |             |                |                             |                           |                                          |
| 1999                                                                                       | Inglaterra  | Clacton        | Cherie Pisani               | No clasificó              |                                          |
| 1998                                                                                       | Inglaterra  | Bournemouth    | Leilani Anne Dowding        | No clasificó              |                                          |
| 1997                                                                                       | Gales       | Cardiff        | Liz Fuller                  | Se retiró                 | Se retiró                                |
| 1996                                                                                       | Inglaterra  | Londres        | Anita Saint Rose            | No clasificó              |                                          |
| 1995                                                                                       | Inglaterra  | Birmingham     | Sarah Jane Southwick        | No clasificó              |                                          |
| 1994                                                                                       | Gales       | Cardiff        | Michaela Pyke               | No clasificó              |                                          |
| 1993                                                                                       | Inglaterra  | Chesterfield   | Kathryn Middleton           | No clasificó              |                                          |
| Miss British Isles                                                                         |             |                |                             |                           |                                          |
| 1992                                                                                       | Inglaterra  | Birmingham     | Tiffany Stanford            | No clasificó              |                                          |
| Miss United Kingdom                                                                        |             |                |                             |                           |                                          |
| 1991                                                                                       | Inglaterra  | Birmingham     | Helen Upton                 | No clasificó              |                                          |
| Representantes británicas en Miss Universo como Miss Inglaterra, Miss Escocia y Miss Gales |             |                |                             |                           |                                          |
| 1990                                                                                       | Gales       | —              | Jane Lloyd                  | No clasificó              |                                          |
| 1990                                                                                       | Escocia     | —              | Karina Ferguson             | No clasificó              |                                          |
| 1990                                                                                       | Inglaterra  | Londres        | Carla Barrow                | No clasificó              |                                          |
| 1989                                                                                       | Gales       | —              | Andrea Caroline Jones       | No clasificó              |                                          |
| 1989                                                                                       | Escocia     | —              | Victoria Susannah Lace      | No clasificó              |                                          |
| 1989                                                                                       | Inglaterra  | Londres        | Racquel Jory                | No clasificó              |                                          |
| 1988                                                                                       | Gales       | Clwyd          | Lise Marie Williams         | No clasificó              |                                          |
| 1988                                                                                       | Escocia     | Edinburgh      | Amanda Laird                | No clasificó              |                                          |
| 1988                                                                                       | Inglaterra  | Londres        | Tracey Williams             | No clasificó              |                                          |
| 1987                                                                                       | Gales       | —              | Nicola Gail Davies          | No clasificó              |                                          |
| 1987                                                                                       | Escocia     | —              | Julia Henderson             | No clasificó              |                                          |
| 1987                                                                                       | Inglaterra  | West Yorkshire | Yvette Dawn Livesey         | No clasificó              |                                          |
| 1986                                                                                       | Gales       | —              | Tracey Rowlands             | No clasificó              |                                          |
| 1986                                                                                       | Escocia     | Glasgow        | Natalie Devlin              | No clasificó              |                                          |
| 1986                                                                                       | Inglaterra  | Newquay        | Joanne Ruth Sedgley         | No clasificó              |                                          |
| 1985                                                                                       | Gales       | Pontypridd     | Barbara Christian           | No clasificó              |                                          |
| 1985                                                                                       | Escocia     | Glasgow        | Jackie Hendrie              | No clasificó              |                                          |
| 1985                                                                                       | Inglaterra  | Londres        | Helen Westlake              | No clasificó              |                                          |
| 1984                                                                                       | Gales       | Newport        | Jane Ann Riley              | No clasificó              |                                          |
| 1984                                                                                       | Escocia     | Glasgow        | May Monaghan                | No clasificó              |                                          |
| 1984                                                                                       | Inglaterra  | Sheffield      | Louise Gray                 | No clasificó              |                                          |
| 1983                                                                                       | Gales       | Cardiff        | Lianne Patricia Gray        | No clasificó              |                                          |
| 1983                                                                                       | Escocia     | Edimburgo      | Linda Renton                | No clasificó              |                                          |
| 1983                                                                                       | Inglaterra  | Southsea       | Karen Lesley Moore          | Cuarta finalista          |                                          |
| 1982                                                                                       | Gales       | Holt           | Michele Donnelly            | No clasificó              |                                          |
| 1982                                                                                       | Escocia     | —              | Georgina Kearney            | No clasificó              |                                          |
| 1982                                                                                       | Inglaterra  | Grimsby        | Della Frances Dolan         | Top 12                    |                                          |
| 1981                                                                                       | Gales       | Newport        | Karen Ruth Stannard         | No clasificó              |                                          |
| 1981                                                                                       | Escocia     | —              | Anne McFarlane              | No clasificó              |                                          |
| 1981                                                                                       | Inglaterra  | Mánchester     | Joanna Longley              | No clasificó              |                                          |
| 1980                                                                                       | Gales       | —              | Kim Ashfield                | No clasificó              |                                          |
| 1980                                                                                       | Escocia     | —              | Linda Gallagher             | Primera finalista         |                                          |
| 1980                                                                                       | Inglaterra  | Blackpool      | Julie Duckworth             | No clasificó              |                                          |
| 1979                                                                                       | Gales       | Sandycroft     | Janet Beverly Hobson        | Top 12                    |                                          |
| 1979                                                                                       | Escocia     | Glasgow        | Lorraine Davidson           | Top 12                    |                                          |
| 1979                                                                                       | Inglaterra  | Yelverton      | Carolyn Ann Seaward         | Segunda finalista         | - Miss Fotogénica                        |
| 1978                                                                                       | Gales       | Welshpool      | Elizabeth Ann Jones         | No clasificó              |                                          |
| 1978                                                                                       | Escocia     | Cupar          | Angela Mary Kate Macleod    | No clasificó              |                                          |
| 1978                                                                                       | Inglaterra  | Mánchester     | Beverly Isherwood           | No clasificó              |                                          |
| 1977                                                                                       | Gales       | —              | Christine Anne Murphy       | No clasificó              |                                          |
| 1977                                                                                       | Escocia     | Motherwell     | Sandra Bell                 | Segunda finalista         |                                          |
| 1977                                                                                       | Inglaterra  | Bristol        | Sarah Louise Long           | No clasificó              |                                          |
| 1976                                                                                       | Gales       | Denbighshire   | Sian Adey-Jones             | Segunda finalista         |                                          |
| 1976                                                                                       | Escocia     | Glasgow        | Carol Jean Grant            | Tercera finalista         |                                          |
| 1976                                                                                       | Inglaterra  | Mánchester     | Pauline Bull                | Top 12                    | - Miss Fotogénica                        |
| 1975                                                                                       | Gales       | Cardiff        | Georgina Kerler             | No clasificó              |                                          |
| 1975                                                                                       | Escocia     | Glasgow        | Mary Kirkwood               | No clasificó              |                                          |
| 1975                                                                                       | Inglaterra  | Londres        | Vicki Harris                | Top 12                    |                                          |
| 1974                                                                                       | Gales       | Cardiff        | Helen Morgan                | Primera finalista         |                                          |
| 1974                                                                                       | Escocia     | Aberdeen       | Catherine Robertson         | No clasificó              |                                          |
| 1974                                                                                       | Inglaterra  | Rochdale       | Kathleen Ann Celeste Anders | Top 12                    |                                          |
| 1973                                                                                       | Gales       | Newport        | Deirdre Jennifer            | No clasificó              |                                          |
| 1973                                                                                       | Escocia     | —              | Caroline Meade              | No clasificó              |                                          |
| 1973                                                                                       | Inglaterra  | Londres        | Veronica Ann Cross          | No clasificó              |                                          |
| 1972                                                                                       | Gales       | —              | Eileen Darroch              | No clasificó              |                                          |
| 1972                                                                                       | Escocia     | Glasgow        | Elizabeth Joan Stevely      | No clasificó              |                                          |
| 1972                                                                                       | Inglaterra  | Londres        | Jennifer Mary McAdam        | Cuarta finalista          |                                          |
| 1971                                                                                       | Gales       | —              | Dawn Cater                  | No clasificó              |                                          |
| 1971                                                                                       | Escocia     | —              | Elizabeth Montgomery        | No clasificó              |                                          |
| 1971                                                                                       | Inglaterra  | New Milton     | Marilyn Ann Ward            | Top 12                    |                                          |
| 1970                                                                                       | Gales       | Glamorgan      | Sandra Cater                | No clasificó              |                                          |
| 1970                                                                                       | Escocia     | Wishaw         | Lee Hamilton Marshall       | No clasificó              |                                          |
| 1970                                                                                       | Inglaterra  | Nantwich       | Yvonne Anne Ormes           | No clasificó              |                                          |
| 1969                                                                                       | Gales       | Colwyn Bay     | Shirley Jones               | No clasificó              |                                          |
| 1969                                                                                       | Escocia     | —              | Sheena Drumond              | No clasificó              |                                          |
| 1969                                                                                       | Inglaterra  | Londres        | Myra Van Heck               | No clasificó              |                                          |
| 1968                                                                                       | Gales       | Swansea        | Judith Radford              | No clasificó              |                                          |
| 1968                                                                                       | Escocia     | Glasgow        | Helen Davidson              | No clasificó              |                                          |
| 1968                                                                                       | Inglaterra  | Mánchester     | Jennifer Lowe Summers       | Top 15                    |                                          |
| 1967                                                                                       | Gales       | —              | Denise Elizabeth Page       | Top 15                    |                                          |
| 1967                                                                                       | Escocia     | —              | Lena MacGarvie              | No clasificó              |                                          |
| 1967                                                                                       | Inglaterra  | Leicester      | Jennifer Lynn Lewis         | Segunda finalista         |                                          |
| 1966                                                                                       | Gales       | —              | Christine Heller            | No clasificó              |                                          |
| 1966                                                                                       | Escocia     | —              | Linda Ann Lees              | No clasificó              |                                          |
| 1966                                                                                       | Inglaterra  | Londres        | Janice Carol Whiteman       | Top 15                    |                                          |
| 1965                                                                                       | Gales       | —              | Joan Boull                  | No clasificó              |                                          |
| 1965                                                                                       | Escocia     | —              | Mary Young                  | No clasificó              |                                          |
| 1965                                                                                       | Inglaterra  | —              | Jennifer Warren Gurley      | No clasificó              |                                          |
| 1964                                                                                       | Gales       | —              | Marilyn Joy Samuel          | No clasificó              |                                          |
| 1964                                                                                       | Escocia     | —              | Wendy Barrie                | No clasificó              |                                          |
| 1964                                                                                       | Inglaterra  | Londres        | Brenda Blackler             | Primera finalista         |                                          |
| 1963                                                                                       | Gales       | —              | Maureen Thomas              | No clasificó              |                                          |
| 1963                                                                                       | Escocia     | —              | Grace Calder Taylor         | No clasificó              | - Miss Simpatía                          |
| 1963                                                                                       | Inglaterra  | Londres        | Susan Pratt                 | Se retiró                 | Se retiró                                |
| 1962                                                                                       | Gales       | —              | Hazel Williams              | No clasificó              |                                          |
| 1962                                                                                       | Escocia     | —              | Vera Parker                 | No clasificó              |                                          |
| 1962                                                                                       | Inglaterra  | Londres        | Kim Carlton                 | Top 15                    | - Miss Fotogénica - Mejor Traje Nacional |
| 1961                                                                                       | Gales       | —              | Rosemarie Frankland†        | Primera finalista         |                                          |
| 1961                                                                                       | Escocia     | —              | Susan Jones                 | Top 15                    |                                          |
| 1961                                                                                       | Inglaterra  | Londres        | Arlette Dobson              | Tercera finalista         |                                          |
| Miss England                                                                               |             |                |                             |                           |                                          |
| 1960                                                                                       | Inglaterra  | Londres        | Joan Ellinor Boardman       | Top 15                    |                                          |
| 1959                                                                                       | Inglaterra  | Londres        | Pamela Anne Searle          | Tercera finalista         | - Miss Fotogénica                        |
| 1958                                                                                       | Inglaterra  | Londres        | Dorothy Hazeldine           | No clasificó              |                                          |
| 1957                                                                                       | Inglaterra  | Londres        | Sonia Hamilton              | Segunda finalista         |                                          |
| 1956                                                                                       | Inglaterra  | Londres        | Iris Alice Kathleen Waller  | Tercera finalista         |                                          |
| 1955                                                                                       | Inglaterra  | Londres        | Margaret Rowe               | Top 16                    | - Chica Más Popular                      |
| Miss Gran Bretaña                                                                          |             |                |                             |                           |                                          |
| No compitió entre 1953 y 1954                                                              |             |                |                             |                           |                                          |
| 1952                                                                                       | Inglaterra  | Londres        | Aileen Chase                | No clasificó              |                                          |